# Bård Bjerkeland
Bård Ivar Bjerkeland (Lillestrøm, 8 dicembre 1961) è un ex calciatore norvegese, di ruolo difensore.

## Carriera

### Club
Bjerkeland giocò per il Lillestrøm dal 1980 al 1989, passando poi ai tedeschi del Norimberga. Non giocò neppure in incontro in Germania, tornando al Lillestrøm nel 1990. L'anno seguente fu ingaggiato dal Lyn Oslo, debuttando in squadra il 28 aprile 1991, schierato titolare nel successo per 2-0 sul Molde. Il 27 settembre 1992 arrivarono le sue prime reti in squadra, con una doppietta siglata ai danni del Sogndal, contribuendo così al successo per 7-3 della sua squadra. Nel 1993 tornò al Lillestrøm, per chiudere la carriera.

### Nazionale
Conta 3 presenze per la Norvegia. Esordì il 14 ottobre 1986, schierato titolare nel pareggio a reti inviolate contro l'Unione Sovietica.